# Philippe Gasparini (auteur)
Pour les articles homonymes, voir Gasparini et Philippe Gasparini.
Philippe Gasparini, né le 15 mai 1953 à Bron, est un essayiste français spécialiste de l'écriture de soi en littérature et en particulier, de l'autobiographie et de l'autofiction.

## Biographie
Philippe Gasparini est considéré comme un spécialiste de l'autobiographie et de l'autofiction,.

## Œuvres
- Philippe Gasparini, Chroniques de la foi et du doute : Une introduction à l’autobiographie religieuse, Lyon, Presses universitaires de Lyon, coll. « Autofiction, etc. », 2021 (ISBN 978-2729712358)[3]
- Philippe Gasparini, Poétiques du je : Du roman autobiographique à l'autofiction, Lyon, Presses universitaires de Lyon, coll. « Autofiction, etc. », mars 2016, 274 p. (ISBN 978-2729709006)
- Philippe Gasparini (préf. Philippe Lejeune), La Tentation autobiographique : de l'Antiquité à la Renaissance, Paris, Le Seuil, coll. « Poétique », novembre 2013, 475 p. (ISBN 978-2021109597)[4]
- Philippe Gasparini, Autofiction : une aventure du langage, Paris, Le Seuil, coll. « Poétique », mai 2008, 339 p. (ISBN 978-2020973977)[5]
- Philippe Gasparini, Est-il je ? : Roman autobiographique et autofiction, Paris, Le Seuil, coll. « Poétique », mars 2004, 384 p. (ISBN 978-2020589338)[1],[6],[7].